# ウィリアム・ステイントン・モーゼス

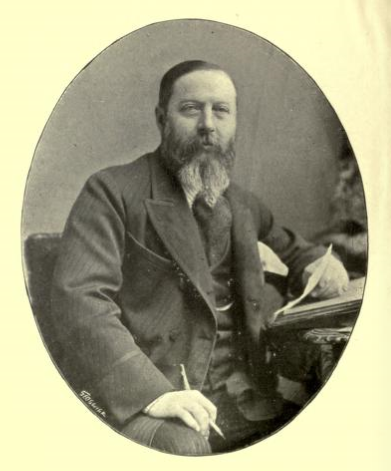
ウィリアム・ステイントン・モーゼス

ウィリアム・ステイントン・モーゼス（William Stainton Moses, 1839年 - 1892年）は、イングランド国教会の牧師。霊魂の死後存続を信じる心霊主義（スピリチュアリズム）の霊媒でもあり、霊と交信し、そのメッセージを「霊訓」として出版した。
心霊現象研究協会（SPR）会員。当時心霊主義とオカルティズムの境界は現在思われているほど明確なものではなかったと吉永進一は考察しており、秘教的音楽史家ジョスリン・ゴドウィンによると、フリーメイソン、英国薔薇十字協会に属し、神智学協会のヘンリー・スティール・オルコットやチャールズ・マシー（フランス語: Charles Carleton Massey）とも親しく文通を続けていた

## 略歴

### 誕生～牧師時代
リンカンシャー州ドニントン (Donington) 生まれ。父は学校の校長で、教育に熱心だった。
モーゼスは奨学金を得てオックスフォード大学のエクセターカレッジに入学し、修士号をとって英国教会の牧師の資格を得た。在学中には過労による神経衰弱のため休学し、ギリシアにあるアトス山の修道院で半年ほど過ごした。
1863年、24歳で牧師としてマン島に赴任し、教区の人々から慕われた。天然痘が流行したときは、看護を手伝ったり、ひどい状態で誰も近づかないような遺体を埋葬したという。またこの頃、雑誌への寄稿も始めている。

### スピリチュアリズムとの出会い
1869年、30歳で重病に罹り、治療を受けたスピーア博士一家と親交を結ぶ。スピーア夫人が熱心なスピリチュアリストだったため、初めてスピリチュアリズムに関心を持つ。いくつかの交霊会（霊媒ヒュームにも会っている）に出席するうちに、死後存続について確信を持つようになった。
その後モーゼス自身が霊能力を発揮するようになり、初期は重い物体が動いたり、その場にない品物が突然現れたり（アポーツ）、芳香が漂ったり、モーゼスが空中に浮遊するなどの物理的な現象が起きたが、後に哲学的なメッセージ主体のものへと移行していった。
1870年、再び牧師として働き始めるが、間もなく病気が再発したため牧師を辞職。この頃からスピーア博士の息子の家庭教師を7年続けた。「心霊主義英国協会 British National Association of Spiritualism,　BNAS」にも参加。
1871年、ロンドンにある大学の英語教師になる。
1873年、自らの自動書記で、インペレーター（インペラトール）という霊からの通信を受け取り始める。当時のイギリスの心霊主義では、死者の霊との交信が行われ、のちのチャネリングのような未知の上位者との交信はほとんど見られなかったが、例外的にインペレーターは未知の上位者の霊とされた。これについてジョスリン・ゴドウィンは、近代神智学創世期にヘレナ・P・ブラヴァツキーが「ラクソー（ルクソール）同胞団」のマスターとして言及した存在と同様の超越的存在ではないかと指摘した。吉永進一は、当時心霊主義とオカルティズムの境界は現在考えるほど判然としていなかったのではないかと述べ、超越的存在に死者霊をもってすることは、人間中心主義の延長ではないかと指摘している。
1882年、マイヤースと親交を結んでいたが、心霊現象研究協会創設に際しては助言を与えるなど協力し、会員として参加。スピーア博士も共に参加した。
1883年、1871-1882年の間のノート24冊分にのぼる膨大な自動書記から抜粋・編集して、のちに世界三大霊訓の1つと評価されることになる『霊訓』を出版。牧師だったモーゼスと、インペレーターと名乗る霊との、既成宗教に関する真剣な論争の記録であるとされている。
1884年、ロンドン心霊協会London Spiritualist Alliance, LSA 設立
1886年、心霊現象研究協会を脱会。協会が現象ばかりを重視することに不満を持っていたが、協会がひとりの霊媒をトリックだと発表したのを機に役員を辞めた。
1889年、病気のため大学の教師を辞職。
晩年は痛風と神経痛、うつ病、全身疲憊、眼病、腎臓病、さらに数回のインフルエンザと闘い、1892年に53歳で死去した。自動書記のノートはマイヤースに遺託。

### 死後
スピーア夫人が、モーゼスの生前に交霊会で得たメッセージなどを編集して出版している。
また、モーゼスの霊が、霊媒パイパー夫人の交霊会などに現れて、メッセージを伝えたといわれている。

## モーゼスの著作
- 1879年 Spirit Identity
- 1882年 Psychography
- 1880年 The Higher Aspects of Spiritualism
  - 上記3冊をまとめたものが「インペレーターの霊訓―続 霊訓―」近藤千雄訳、潮文社）

1987年、ISBN 978-4-8063-1186-7、新装版 2008年、ISBN 978-4-8063-1424-0
- 1883年 Spirit Teachings 日本語訳『霊訓〈完訳〉』近藤千雄訳／心の道場（上下刊）